# Francesco Ciancitto
Francesco Maria Salvatore Ciancitto (Catania, 17 marzo 1967) è un politico italiano, dal 13 ottobre 2022 deputato alla Camera per Fratelli d'Italia.

## Biografia
Nato a Catania, dove si è laureato in medicina e chirurgia nel 1991 e specializzato in odontostomatologia nel 1995 presso l'Università degli Studi di Catania con il massimo dei voti e la lode, conseguendo poi un master in parodontologia presso l'Università degli Studi di Palermo nel 1999; svolge la professione di dentista.
Alle elezioni comunali in Sicilia del 1997 si candida al consiglio comunale di Paternò, venendo eletto consigliere comunale. Nello stesso anno aderisce ad Alleanza Nazionale (AN) di Gianfranco Fini. Alla tornata elettorale del 2002 viene rieletto consigliere comunale a Paternò con AN, e successivamente nominato assessore allo Sport, Turismo e Spettacolo, Urbanistica, Infortunistica e Servizi Tecnologici nella giunta comunale di Giuseppe Failla. Nel 2007 viene eletto per la terza volta consigliere, divenendo vicepresidente del consiglio comunale e rimanendo in carica fino al 2008.
Dal 2008 al 2012 è stato assessore nella giunta provinciale di Catania presieduta da Giuseppe Castiglione.
Nel 2013 aderisce a Fratelli d'Italia (FdI), facendo parte dell'Assemblea nazionale e collocandosi vicino a Ignazio La Russa.
Alle elezioni politiche anticipate del 2022 viene candidato alla Camera dei deputati nel collegio uninominale Sicilia 2 - 03 (Acireale), sostenuto dalla coalizione di centro-destra in quota Fratelli d'Italia, venendo eletto deputato con il 40,84% dei voti e superando i candidati del Movimento 5 Stelle Giovanni Carlo Amato (24,84%) e del centro-sinistra, in quota +Europa, Chiara Guglielmino (13,51%). Nella XIX legislatura è componente della 12ª Commissione Affari sociali e della Commissione parlamentare per il contrasto degli svantaggi derivanti dall'insularità, oltreché vicepresidente della controversa Commissione parlamentare d'inchiesta sull'emergenza sanitaria epidemiologica da SARS-CoV-2.